# 왕징웨이
왕징웨이(중국어 정체자: 汪精衛, 간체자: 汪精卫, 병음: Wāng Jīngwèi, 한자음: 왕정위, 1883년 5월 4일 ~ 1944년 11월 10일)는 중국의 정치인으로 본명은 왕자오밍(중국어 정체자: 汪兆銘, 병음: Wāng zhàomíng, 한자음: 왕조명)이다. 그는 중국 국민당의 일원으로 쑨원과 친밀한 관계에 있었으며 한때 장제스와 대립하는 중국 내 라이벌이었지만 중일 전쟁 발발 이후에 친일파로 변절하여 난징에 친일 괴뢰 정권을 세웠다. 중국의 대표적인 "매국노"(漢奸, 한간)로 불린다.

## 생애
왕징웨이는 1883년 5월 4일 청나라 광동성 삼수현에서 출생하였고 한때 광동성 불산(佛山)에서 잠시 유아기를 보냈으며 그 후 청나라 절강성 소흥(紹興)에서 유년기를 보낸 적이 있다. 본명은 왕자오밍(汪兆銘)이다. 그는 청나라의 지원으로 일본 와후쓰 법률학교에 나온 후 청나라 귀국하였다. 1905년 쑨원(孫文)의 중국동맹회에 가입하였고 청나라의 마지막 황제였던 선통제(宣統帝) 애신각라 부의(愛新覺羅溥儀)의 아버지인 순친왕(醇親王)을 암살하려다 폭탄 불발로 실패하고 투옥되었다. 투옥되던 도중에 1911년 우창 봉기로 감옥에서 풀려나자 그는 민중들로부터 영웅시되었고, 이를 통하여 그의 이름을 크게 떨치고 전 국민들이 그를 존경하게 되었다.
1920년대 국민당에서 쑨원의 오른팔 역할을 하면서 중요 요직을 거쳤으며, 황푸군관학교의 교관으로도 재직했다. 1925년 쑨원이 사망하자, 국민당에서 그의 위치는 급격히 하락했으며 특히 장제스(蔣介石)의 강력한 도전을 받았다.
국민당의 북벌 기간 동안 왕징웨이는 국민당 지도자로 중국 공산당과 코민테른과의 협력 관계를 계속할 것을 주장하면서 1927년 초 장제스에 반대해 우한에 국민당 정권을 세웠다. 그러나, 왕징웨이의 정권은 군사력이 약했고 곧 지방 군벌에 의해 쫓겨나 결국 국민당 장제스의 난징정부에 합류하였다.

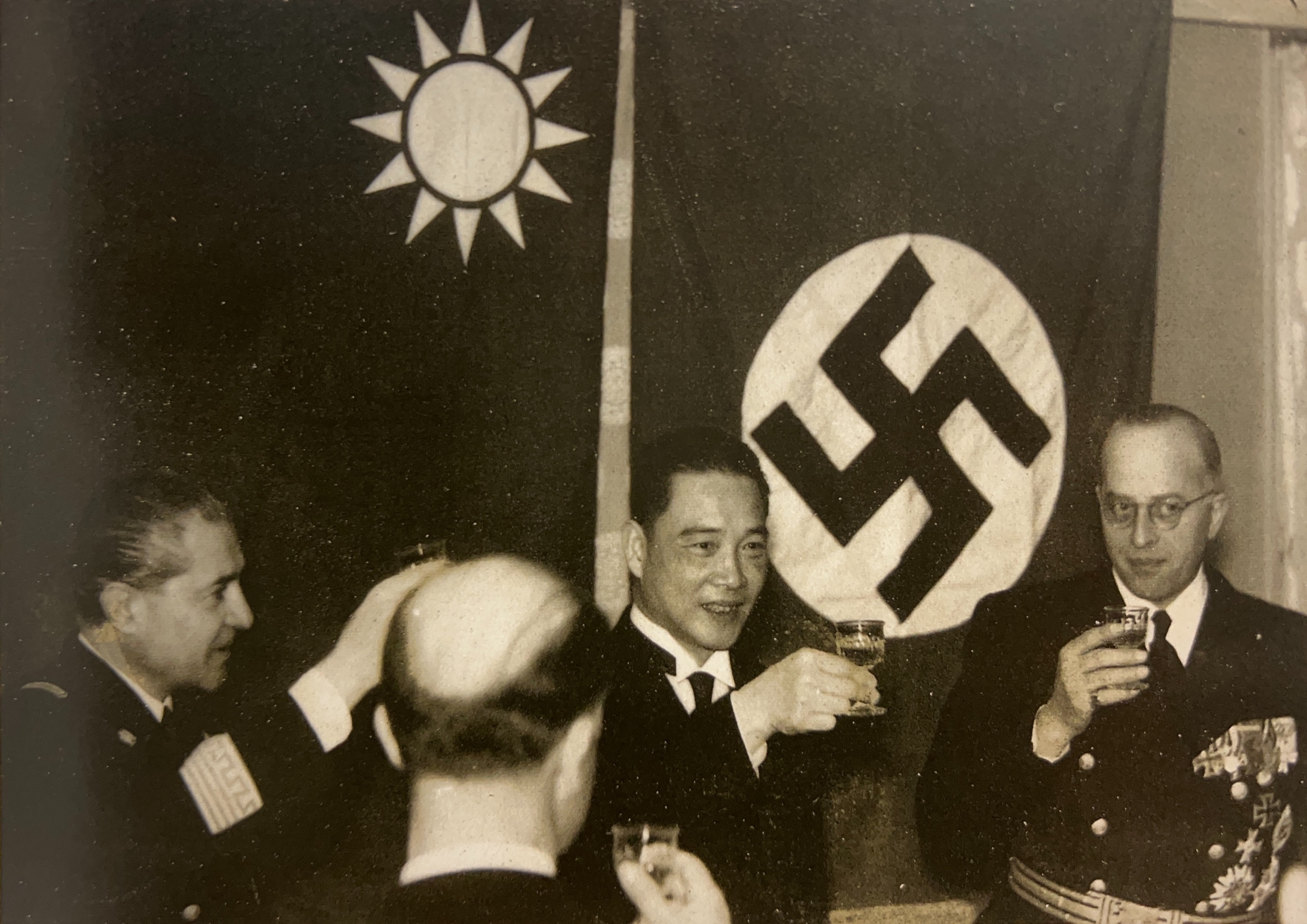
왕징웨이가 일본 괴뢰정권 수반으로 독일 나치 요원들과 파티를 하고 있다.

1930년대 초 국민당 정부의 외교부장으로 독일에 가서 나치 정권과 아돌프 히틀러와 동맹관계를 유지려고 노력하였으며 장제스와는 계속 대립관계에 있었다. 중일 전쟁이 발발하자 장제스는 충칭으로 수도를 옮기고 항일전을 계속하였는데 이때 국민당 좌파 열성 강류 대표 영수였던 왕징웨이는 극우파를 조직하여 유럽 파시스트와의 연합을 꾀하였다. 자신의 정치적 기반이 독일 나치, 이탈리아 등 유럽 파시스트와 연결에 되어 있는 관계로 왕징웨이는 이 시기부터 점차 일본과 평화조약을 맺고 전쟁을 그만 두어야 한다는 의견을 발표하기 시작하고 항일 전쟁에 반대하고 '화평 운동'을 시작했으며 중국군이 점차 일본군에 밀리고 전세가 불리해지자 목소리를 더 높였다. 장제스는 이러한 왕징웨이의 의견을 정치적 도전으로 보았고 두 사람 사이의 알력은 더욱 커졌다.
1938년 12월 왕징웨이는 갑자기 충칭을 탈출하여 윈난성 쿤밍을 거쳐 베트남의 하노이로 도망쳤고 나중에는 일본군 점령지역인 상하이로 들어갔다. 1940년 3월 왕징웨이는 상하이에서 일본의 괴뢰 정권인 새로운 국민당 정권을 세우고 그 정권의 수반이 되었으며 독일과 이탈리아의 파시스트와의 연계는 계속되었다. 그러나 그의 괴뢰 정권은 인민의 신임을 잃었으며 일본군의 꼭두각시에 불과했다.
전쟁 기간 중 왕징웨이는 주로 일본에 거주했는데, 이는 골수암을 앓았기 때문에 일본에서 치료해야 했기 때문이었다. 일본이 패망하기 전인 1944년 11월 10일 일본 나고야에서 죽었다. 왕징웨이가 죽은 후 일본 군부대는 비행기를 보내어 그의 유해를 중국으로 운송해서 남목(楠木)관에 입관된다. 그의 유해는 난징에 묻혔고, 일본군은 그의 묘가 파묘될까봐 우려되어 묻었을 때, 콘크리트로 박았다고 알려진다.
중일 전쟁이 끝나고 장제스의 국민당 정부가 난징에 입성하자, 그의 묘를 폭파시키고 그의 유해는 강가에 버려졌다고 한다.

## 왕징웨이가 등장하는 작품
- 자유인 이회영 (KBS 드라마) - 정흥채

## 같이 보기
- 왕징웨이 정권
- 천궁보
- 저우포하이
- 한간